# Michaił Karnauchau
Michaił Andrejewicz Karnauchau, błr. Міхаіл Андрэевіч Карнаухаў, ros. Михаил Андреевич Карнаухов – Michaił Andriejewicz Karnauchow (ur. 22 lutego 1994 w Mińsku) – białoruski hokeista, reprezentant Białorusi.
Jego brat Pawieł (ur. 1990) także został hokeistą (napastnikiem), aczkolwiek reprezentantem Rosji. Ich ojciec Andrej Karnauchau został dyrektorem szkoły hokejowej SDJuSzOR Junost' w Mińsku.

## Kariera klubowa
- Minskija Zubry (2004-2005)
- Dynama-Szynnik Bobrujsk (2011-2015)
- HK Dynama Mołodeczno (2014-2018, 2019/2020)
- Dynama Mińsk (2014-2020)
  -  HK Szachcior Soligorsk (2018/2019)
- Mietałłurg Nowokuźnieck (2020)
- Saryarka Karaganda (2020)
- Mietałłurg Żłobin (2020-2021)
- HK Dynama Mołodeczno (2021-2022)
- HK Nioman Grodno (2022-)

Wychowanek Junosti Mińsk. Przez pięć sezonów występował w barwach drużyny Dynama-Szynnik Bobrujsk w rosyjskich juniorskich rozgrywkach MHL. W międzyczasie grał także w białoruskiej ekstralidze w barwach Dynama Mołodeczno. Został zawodnikiem Dynama Mińsk w lidze KHL. W maju 2018 przedłużył kontrakt z tym klubem o dwa lata. W maju 2020 przeszedł do Mietałłurga Nowokuźnieck, a w sierpniu 2020 przeszedł do kazachskiej Saryarki Karaganda. W obu zespołach ostatecznie nie zagrał w meczach ligowych, zaś pod koniec listopada 2020 trafił do Mietałłurga Żłobin. W sezonie 2021/2022 znowu grał w Dynamie Mołodeczno. W maju 2022 przeszedł do Niomana Grodno.

## Kariera reprezentacyjna
Występował w kadrach juniorskich kraju na turniejach mistrzostw świata do lat 18 w 2012 (Dywizja IB), do lat 20 w 2014 (Dywizja IA). W kadrze seniorskiej na początku września 2016 uczestniczył w turniejach kwalifikacji do Zimowych Igrzyskach Olimpijskich 2018 – Grupa D w rodzinnym Mińsku oraz mistrzostw świata w 2017, 2018 (Elita).

## Sukcesy
Reprezentacyjne
- Awans do Dywizji IA MŚ do lat 18: 2012

Indywidualne
- Mistrzostwa świata do lat 18 w hokeju na lodzie mężczyzn 2012/Dywizja I#Grupa B[11]:
  - Pierwsze miejsce w klasyfikacji skuteczności interwencji: 94,74%
  - Pierwsze miejsce w klasyfikacji średniej goli straconych na mecz: 1,06
  - Pierwsze miejsce w klasyfikacji liczby meczów bez straty gola: 1
- Ekstraliga białoruska w hokeju na lodzie (2017/2018):
  - Czwarte miejsce w klasyfikacji skuteczności interwencji w fazie play-off: 93,1%[12]
  - Czwarte miejsce w klasyfikacji średniej goli straconych na mecz w fazie play-off: 2,12[13]
- Ekstraliga białoruska w hokeju na lodzie (2018/2019):
  - Czwarte miejsce w klasyfikacji średniej goli straconych na mecz w fazie play-off: 1,56[14]
  - Czwarte miejsce w klasyfikacji skuteczności interwencji w fazie play-off: 93,5[15]